# Communauté d’agglomération du Pays d’Aubagne et de l’Étoile
Die Communauté d’agglomération du Pays d’Aubagne et de l’Étoile (CAPAE) ist ein ehemaliger französischer Gemeindeverband mit der Rechtsform einer Communauté d’agglomération in den Départements Bouches-du-Rhône und Var in der Region Provence-Alpes-Côte d’Azur. Sie wurde am 17. Dezember 1999 gegründet und umfasste zwölf Gemeinden. Elf davon lagen im Département Bouches-du-Rhône, Saint-Zacharie im Département Var. Der Verwaltungssitz befand sich im Ort Aubagne. Die Besonderheit war die Départements-übergreifende Mitgliedschaft der Gemeinden.
Mit Wirkung vom 1. Januar 2016 wurde der Gemeindeverband in die neu gegründete Métropole d’Aix-Marseille-Provence integriert.

## Ehemalige Mitgliedsgemeinden

### Département Bouches-du-Rhône
1. Aubagne
2. Auriol
3. Belcodène
4. Cadolive
5. Cuges-les-Pins
6. La Bouilladisse
7. La Destrousse
8. La Penne-sur-Huveaune
9. Peypin
10. Roquevaire
11. Saint-Savournin

### Département Var
1. Saint-Zacharie